# Groove Solution
Groove Solution war ein holländisches House-Projekt der Remixer, Produzenten, Songwriter und Arrangeure Floris A. Klinkert und Marc C. Slager. Klinkert arbeitet auch unter den Namen Floris und Ultra Light.
Die erste Single des Projekts hieß Want Your Love und erschien 1994. Der Titel Magic Melody erreichte 1996 Platz 37 der deutschen Singlecharts. Als dritte Single erschien Sweet Memories, verfehlte aber eine Hitparadennotierung. Danach widmeten sich die Musiker anderen Aufgaben.

## Diskografie (Singles)
- 1994: Want Your Love (Timeless Records)
- 1995: Magic Melody (Dance Street Records, House Nation)
- 1996: Sweet Memories (Dance Street Records, House Nation)
- 2002: Magic Melody / Sweet Memories (Golden-Dance-Classics)